# Константін-Дайковічу (комуна)
Константін-Дайковічу (рум. Constantin Daicoviciu) — комуна у повіті Караш-Северін в Румунії. До складу комуни входять такі села (дані про населення за 2002 рік):
- Зегужень (565 осіб)
- Константін-Дайковічу (763 особи) — адміністративний центр комуни
- Мачова (458 осіб)
- Митніку-Маре (438 осіб)
- Пештере (264 особи)
- Прісака (458 осіб)

Комуна розташована на відстані 333 км на північний захід від Бухареста, 34 км на північний схід від Решиці, 75 км на схід від Тімішоари.

## Населення
За даними перепису населення 2002 року у комуні проживали 2946 осіб.
Національний склад населення комуни:
| Національність | Кількість осіб | Відсоток |
| -------------- | -------------- | -------- |
| румуни         | 2838           | 96,3%    |
| українці       | 55             | 1,9%     |
| цигани         | 35             | 1,2%     |
| угорці         | 10             | 0,3%     |
| німці          | 3              | 0,1%     |
| турки          | 2              | 0,1%     |
| хорвати        | 2              | 0,1%     |
| чехи           | 1              | < 0,1%   |

Рідною мовою назвали:
| Мова       | Кількість осіб | Відсоток |
| ---------- | -------------- | -------- |
| румунська  | 2858           | 97,0%    |
| українська | 51             | 1,7%     |
| циганська  | 30             | 1,0%     |
| угорська   | 4              | 0,1%     |
| турецька   | 2              | 0,1%     |
| хорватська | 1              | < 0,1%   |

Склад населення комуни за віросповіданням:
| Релігія        | Кількість осіб | Відсоток |
| -------------- | -------------- | -------- |
| православні    | 2688           | 91,2%    |
| баптисти       | 140            | 4,8%     |
| п'ятдесятники  | 84             | 2,9%     |
| римо-католики  | 24             | 0,8%     |
| реформати      | 4              | 0,1%     |
| греко-католики | 2              | 0,1%     |
| мусульмани     | 2              | 0,1%     |
| адвентисти     | 1              | < 0,1%   |
| не релігійні   | 1              | < 0,1%   |